# Stadio municipale (Mezőkövesd)
Lo stadio municipale di Mezőkövesd (hu. Mezőkövesdi Városi Stadion) è un impianto polivalente situato a Mezőkövesd,in Ungheria. Lo stadio viene usato principalmente per le gare casalinghe del Mezőkövesd-Zsóry. L'impianto ha una capienza di 5.000 posti, di cui solo la metà a sedere.

## Storia
Finanziato dal governo ungherese, lo stadio è stato inaugurato il 5 giugno 2016.
Nella stagione 2016-17 ha ospitato le gare interne del Diósgyőr.
Nel 2023, ha ospitato le gare casalinghe europee del BATĖ Borisov, impossibilitato a giocare in Bielorussia a causa della guerra russo-ucraina.